# What About Now
What About Now – dwunasty album studyjny grupy Bon Jovi, wydany 8 marca 2013. Płytę promuje światowa trasa koncertowa „Because We Can Tour”. Album zadebiutował jako najlepiej sprzedający się album tygodnia w USA, natomiast w Wielkiej Brytanii zadebiutował na miejscu drugim.

## Lista utworów

### Edycja podstawowa
| Nr  | Tytuł                                                         | Długość |
| --- | ------------------------------------------------------------- | ------- |
| 1.  | „Because We Can” (Jon Bon Jovi, Richie Sambora, Billy Falcon) | 4:00    |
| 2.  | „I'm With You” (Bon Jovi, John Shanks)                        | 3:44    |
| 3.  | „What About Now” (Bon Jovi, Shanks)                           | 3:44    |
| 4.  | „Pictures of You” (Bon Jovi, Sambora, Shanks)                 | 3:58    |
| 5.  | „Amen” (Bon Jovi, Falcon)                                     | 4:12    |
| 6.  | „That's What the Water Made Me” (Bon Jovi, Falcon)            | 4:25    |
| 7.  | „What's Left of Me” (Bon Jovi, Sambora, Falcon)               | 4:35    |
| 8.  | „Army of One” (Bon Jovi, Sambora, Desmond Child)              | 4:34    |
| 9.  | „Thick as Thieves” (Bon Jovi, Sambora, Shanks)                | 4:57    |
| 10. | „Beautiful World” (Bon Jovi, Falcon)                          | 3:48    |
| 11. | „Room at the End of the World” (Bon Jovi, Shanks)             | 5:02    |
| 12. | „The Fighter” (Bon Jovi)                                      | 4:37    |

### Wersja Deluxe
| Nr  | Tytuł                                                         | Długość |
| --- | ------------------------------------------------------------- | ------- |
| 1.  | „Because We Can” (Jon Bon Jovi, Richie Sambora, Billy Falcon) | 4:00    |
| 2.  | „I'm With You” (Bon Jovi, John Shanks)                        | 3:44    |
| 3.  | „What About Now” (Bon Jovi, Shanks)                           | 3:44    |
| 4.  | „Pictures of You” (Bon Jovi, Sambora, Shanks)                 | 3:58    |
| 5.  | „Amen” (Bon Jovi, Falcon)                                     | 4:12    |
| 6.  | „That's What the Water Made Me” (Bon Jovi, Falcon)            | 4:25    |
| 7.  | „What's Left of Me” (Bon Jovi, Sambora, Falcon)               | 4:35    |
| 8.  | „Army of One” (Bon Jovi, Sambora, Desmond Child)              | 4:34    |
| 9.  | „Thick as Thieves” (Bon Jovi, Sambora, Shanks)                | 4:57    |
| 10. | „Beautiful World” (Bon Jovi, Falcon)                          | 3:48    |
| 11. | „Room at the End of the World” (Bon Jovi, Shanks)             | 5:02    |
| 12. | „The Fighter” (Bon Jovi)                                      | 4:37    |
| 13. | „With These Two Hands” (Bon Jovi, Falcon)                     | 3:58    |
| 14. | „Not Running Anymore” (Bon Jovi)                              | 4:43    |
| 15. | „Old Habits Die Hard” (Bon Jovi)                              | 3:33    |
| 16. | „Every Road Leads Home To You” (Sambora, Luke Ebbin)          | 4:42    |

## Twórcy
- Jon Bon Jovi – śpiew, gitara akustyczna, harmonijka
- Richie Sambora – gitara prowadząca, śpiew towarzyszący
- Tico Torres – perkusja
- David Bryan – keyboard, fortepian, śpiew towarzyszący
- Hugh McDonald – gitara basowa, śpiew towarzyszący